# César Ruminski
César Jean Ruminski de son vrai nom Czesław Ruminski est un footballeur international français né le 13 juin 1924 à Waziers (Nord) et mort le 14 mai 2009 à Lisieux (Calvados). Ruminski a des ascendances polonaises. Comptant 7 sélections avec l'équipe de France, il fut notamment sélectionné pour participer à la Coupe du monde 1954 en Suisse.

## Biographie
Il a été gardien de but du Havre AC puis de Lille OSC et a été le portier de l'équipe de France à plusieurs reprises. Il a participé à la Coupe du monde 1954 avec les Bleus en tant que gardien remplaçant.
César Ruminski arrive en 1947 dans le club normand, en provenance du SC Douai. Le HAC évolue alors en seconde Division. Le Grand César participe à sa montée parmi l'élite en 1950. Les ciel et marine terminent troisièmes du championnat de Division 1, l'année suivante, à un point du vainqueur, l'OGC Nice. 
En juillet 1952, César Ruminski est transféré à Lille. Il est au sommet de sa carrière  : il a sa première sélection en équipe de France, le 5 octobre de la même année (France-Allemagne, 3-1). Avec les Nordistes, en 1953, il remporte la Coupe de France, et en 1954, le Championnat. Lorsqu'il était au Havre, il avait la particularité de tirer les pénalties, en en réussissant deux lors de sa première saison dans l'élite. 
Sélectionné pour la Coupe du monde 1954 en Suisse, il se blesse à l'entraînement dans un choc avec Raymond Kopa et doit arrêter sa carrière l'année suivante.
Par la suite, il devient le gardien des installations du stade de Lisieux et l'entraîneur-joueur au CA Lisieux dans les années 1960. La nouvelle allée du stade Louis-Bielman du CA Lisieux porte son nom.

## Palmarès
- International A de 1952 à 1954 (7 sélections)
- Présélectionné pour la Coupe du monde 1954
- Vice-Champion de France D2 en 1950 avec Le Havre AC
- Vainqueur de la Coupe de France 1953  et 1955 (sans jouer la finale) avec le Lille OSC
- Champion de France 1954 avec le Lille OSC
- Finaliste de la Coupe Drago 1954 avec le Lille OSC
- 158 matches et 2 buts en Division 1 (66 matches/2 buts avec Le Havre AC et 92 matches avec le Lille OSC)